# Henri Janne
Henri Janne (Elsene, 20 februari 1908 - 25 oktober 1991) was een Belgisch politicus voor de PSB.

## Levensloop
Janne promoveerde aan de ULB tot doctor in de letteren en wijsbegeerte, klassieke talen (1932) en zou normaal als leraar Latijn-Grieks door het leven zijn gegaan. Na korte tijd lesgeven aan het Atheneum van Sint-Gillis, stapte hij echter over naar ministeriële kabinetten en daarna naar het Commissariaat voor Toerisme. Tegelijk bekwaamde hij zich in de sociologie. Hij werkte toen op de studiedienst van de Liberale Partij.
Hij werd hoogleraar aan de ULB en was er voorzitter van het Institut de sociologie Solvay. Hij was rector (1956-1959) van de VUB-ULB. Hij was medestichter van de Association internationale des sociologues de langue française (AISLF).
Hij was lid van talrijke wetenschappelijke organisaties, zoals:
- de Fondation européenne de la Culture;
- de Koninklijke Academie voor wetenschappen, letteren en schone kunsten;
- de Académie européenne des Sciences, des Arts et des Lettres.

In 1982 werd hij doctor honoris causa aan de Sorbonne.
Hij was kabinetschef van de minister van economische zaken, van de minister van economische coördinatie en van die van nationale wederuitrusting. In 1949 werd hij directeur-generaal voor economische coördinatie bij eerste minister Paul-Henri Spaak.
In 1961 werd hij socialistisch gecoöpteerd senator en vervulde dit mandaat tot in 1965. In 1963 volgde hij de zieke Victor Larock op als minister van nationale opvoeding en cultuur en bleef dit tot in 1965.
Tijdens de Tweede Wereldoorlog werkte hij mee in het Verzet, binnen de inlichtingendiensten van de France libre.

## Publicaties
- Le Système social, 1968.
- Le temps du changement, 1970